# 羅毓嘉
羅毓嘉（1985年1月8日—），宜蘭人，臺灣詩人、作家、網路媒體財經記者，曾獲全球華文學生文學獎、中國時報人間新人獎、吳濁流文學獎等。建中紅樓詩社出身。

## 家庭背景
羅毓嘉高雄出生、台北長大。因而，筆下時常描繪台北記憶。

## 社會活動
羅毓嘉作為一名已出櫃的男同性戀者，自2003年起參加台灣同志遊行，支持同志平權。，未婚
著有碩士論文《男柯一夢夢紅樓：西門紅樓南廣場的「同志市民空間」》，探索西門紅樓南廣場作為與以往台北同志空間迥異的空間，除了成為這一世代男同志都會生活的重要場景之外，如何使當代台北男同志的社會生活產生了各種不同層次的改變。
自2013年1月起至2014年3月間，在《天下雜誌》開設之平台《獨立評論@天下》主持評論專欄「左眼與右眼」，評論內容涉及性別平權、死刑、居住正義、反廢減核、勞動權益等議題。

## 著作

### 散文集
| 書名                   | 出版社   | 出版日期       |
| ---------------------- | -------- | -------------- |
| 《樂園輿圖》           | 寶瓶文化 | 2011年5月6日   |
| 《棄子圍城》           | 寶瓶文化 | 2013年11月26日 |
| 《天黑的日子你是爐火》 | 寶瓶文化 | 2016年3月30日  |
| 《阿姨們》             | 寶瓶文化 | 2022年10月27日 |

### 現代詩集
| 書名                         | 出版社   | 出版日期       |
| ---------------------------- | -------- | -------------- |
| 《青春期》                   | 自費出版 | 2004年11月     |
| 《嬰兒宇宙》                 | 寶瓶文化 | 2010年7月13日  |
| 《偽博物誌》                 | 寶瓶文化 | 2012年7月10日  |
| 《我只能死一次而已，像那天》 | 寶瓶文化 | 2014年12月31日 |
| 《嬰兒涉過淺塘》             | 寶瓶文化 | 2019年6月4日   |
| 《與山近的，離海亦不遠》     | 寶瓶文化 | 2024年12月3日  |

## 外部連結
- 棄子圍城 （页面存档备份，存于）（Blogger網誌）